# Federació dels Verds
La Federació dels Verds (en italià Federazione dei Verdi, FdV) o simplement Verds (Verdi) va ser un partit polític ecologista italià. Es va formar al 1990 de la unificació de la Federació de Llistes Verdes i dels Verds de l'Arc de Sant Martí. Al juliol de 2021 es va dissoldre dins d'Europa Verda.

## Orígens
Fou fundat el 6 de novembre de 1986 a Finale Ligure agrupant en un sol partit totes les Llistes Verdes d'arreu d'Itàlia, dotant-se així d'una organització nacional, uns estatuts, una executiva nacional i adoptaren com a símbol el Sol que Riu, que ja havien presentat a les regionals de 1985 a 8 regions.
Es presentaren a les regionals de 1985 com a Llista Verda, i com a federació per primer cop a les eleccions legislatives italianes de 1987, i van obtenir el 2,5% dels vots a la Cambra dels Diputats (13 diputats) i 2% al Senat (1 senador). El líder antinuclear Gianni Mattioli serà el portaveu. A les eleccions europees de 1989 es presentaren com a Llista Verda-Verds Europa, i obtenen 3,8% i tres parlamentaris: Alexander Langer, Gianfranco Amendola i Enrico Falqui, mentre que un altre grup, Verdi Arcobaleno, va obtenir el 2,4% i dos parlamentaris (Adelaide Aglietta i Virginio Bettini).

## Fundació
La Federació dels Verds com és coneguda actualment es creà el 9 de desembre de 1990 en l'Assemblea de Castrocaro de la unificació de la Federació de Llistes Verdes i els Verdi Arcobaleno. El símbol serà el sol que riu. Elegí una executiva d'11 persones i el juny de 1991 edità el setmanari Notizie Verdi (quinzenal des de 1993).
Es presentà per primer cop a les eleccions legislatives italianes de 1992, on obtingué el 2,8% a la Cambra i el 3,1% al Senat (16 diputats i 4 senadors). El març de 1993 fou escollit portaveu nacional Carlo Ripa di Meana.
A les eleccions legislatives italianes de 1994 es va introduir un nou sistema majoritari, raó per la qual formaren part de l'Aliança dels Progressistes amb PDS i Refundazione Comunista, La Rete i Aliança Democràtica. Va treure el 2,7%, amb 11 diputats i 7 senadors. A les europees següents van obtenir 3 escons i 3,2%, confirmant Ripa di Meana, Adelaide Aglietta i Alexander Langer.
El 1995 celebra Assemblea de Forte dei Marmi, on és confirmat Ripa di Meana. A les eleccions legislatives italianes de 1996 es presenten dins l'Ulivo de Romano Prodi, i obtenen 2,5%, 14 diputats i 14 senadors. Per primer cop, entren a formar part del govern: Edoardo Ronchi és nomenat ministre de medi ambient, i obtenen 4 subsecretaris. Carlo Ripa di Meana és substituït com a portaveu per Luigi Manconi. A les eleccions europees de 1999, però, baixen a l'1,8% i obtenen dos eurodiputats (Reinhold Messner i l'etòleg Giorgio Celli).
Manconi dimiteix i es convoca l'Assemblea extraordinària a Roma el 23-24 de juliol de 1999 de renovació, és elegit un comitè promotor dirigit per Grazia Francescato, portaveu de WWF Internacional, que serà elegida presidenta de la federació el 21-23 gener 2000 (Assemblea de Chianciano Terme). L'abril de 2000 Alfonso Pecoraro Scanio és nomenat per Amato ministre de política agrícola, i Gianni Francesco Mattioli ministre de política comunitària, així com dos subsecretaris.
A les eleccions legislatives italianes de 2001 es presentaren en l'aliança de centreesquerra de Francesco Rutelli, obtenint el 2,2% (8 diputats i 9 senadors). La coalició perdé les eleccions i guanyà la coalició de Silvio Berlusconi.

## L'era Pecoraro Scanio
Això provocà nova assemblea nacional a Chianciano Terme el 30 de novembre-2 de desembre de 2001, on és elegit president Alfonso Pecoraro Scanio. Es pretén un retorn a la política lligada a la defensa del medi ambient, de la salut dels ciutadans, del dret i la pau: Fan campanyes contra els aliments transgènics, canvien el símbol del partit (adopten la inscripció per la pau i l'arc de San Martí) i fan manifestacions contra la guerra d'Irak. Això provocà l'abandó del partit dels moderats que s'adscriviren a la Margherita o als Demòcrates d'Esquerres (Manconi).
Així, a les eleccions europees de 2004 van obtenir el 2,5% i dos europarlamentaris (Monica Frassoni i Sepp Kusstatscher). El 23 de juliol instituïren el sector d'iniciativa Giovani Verdi i a les eleccions regionals italianes de 2005 es presentaren a les 14 regions dins la coalició l'Unione de Romano Prodi, obtenint una mitjana del 2,8% dels vots.
A les eleccions legislatives italianes de 2006 canvià la llei electoral tornant al sistema proporcional amb premi de majoria. S'hi presentaren en coalició centresquerra l'Unione, aplegant a la Cambra 783.000 vots (2,1%) i 16 diputats, i al Senat, la llista amb el partit dels Comunistes Italians i Consumidors Units, obté 1.400.000 vots (4,2%) i 11 senadors (d'ells 6 verds). Angelo Bonelli en serà portaveu i Pecoraro serà ministre de Medi Ambient, Paolo Cento sotsecretari d'economia i Stefano Boco de política agrícola. Però el novembre de 2006 pateixen escissió dels ‘'Ecologisti per l'Ulivo, que s'integrarà finalment en el Partit Democràtic.

## Fora del parlament
El 2007 es van adherir a la nova coalició la Sinistra-l'Arcobaleno, que es presentà a les eleccions legislatives italianes de 2008 i aplegava tots els que eren a l'esquerra del Partit Democràtic (Refundazione Comunista, Comunistes Italians i Esquerra Democràtica), però només obtenen el 3% i es queden sense representació. Això provoca la dimissió de Pecoraro Ascanio i el congrés de juliol de 2008 a Chianciano Terme, on és nomenada portaveu Grazia Francescato sobre Marco Boato, partidari d'aliar-se amb el PD. L'octubre de 2008 participaren en les manifestacions ‘'Salva l'Italia amb el PD de Walter Veltroni i contra el govern Berlusconi. El 3 de desembre de 2008 es convocaren els Estats Generals de l'Ecologisme, on hi participaren dirigits per Angelo Bonelli i on hi participà Grazia Francescato.

## Resultats electorals

### Parlament italià
| Any  | Líder                   | Vots                 | %                    | Diputats | +/− | Vots                    | %                       | Senadors | +/- |
| ---- | ----------------------- | -------------------- | -------------------- | -------- | --- | ----------------------- | ----------------------- | -------- | --- |
| 1987 | Gianni Mattioli         | 969,218              | 2.5                  | 13 / 630 | Nou | 634,182                 | 1.9                     | 1 / 315  | Nou |
| 1992 | Carlo Ripa di Meana     | 1,093,995            | 2.8                  | 16 / 630 | 3   | 1,022,558               | 3.0                     | 4 / 315  | 3   |
| 1994 | Carlo Ripa di Meana     | 1,047,268            | 2.7                  | 11 / 630 | 5   | Dins dels Progressistes | Dins dels Progressistes | 7 / 315  | 3   |
| 1996 | Carlo Ripa di Meana     | 938,665              | 2.5                  | 14 / 630 | 3   | Dins L'Ulivo            | Dins L'Ulivo            | 14 / 315 | 7   |
| 2001 | Grazia Francescato      | Coalició FdV-SDI     | Coalició FdV-SDI     | 8 / 630  | 5   | Dins L'Ulivo            | Dins L'Ulivo            | 8 / 315  | 6   |
| 2006 | Alfonso Pecoraro Scanio | 783,944              | 2.1                  | 15 / 630 | 7   | FdV-PdCI-CU             | FdV-PdCI-CU             | 11 / 315 | 3   |
| 2008 | Alfonso Pecoraro Scanio | Dins l'Arcobaleno    | Dins l'Arcobaleno    | 0 / 630  | 15  | Dins l'Arcobaleno       | Dins l'Arcobaleno       | 0 / 315  | 11  |
| 2013 | Angelo Bonelli          | Dins Revolució Civil | Dins Revolució Civil | 0 / 630  | =   | Dins Revolució Civil    | Dins Revolució Civil    | 0 / 315  | =   |
| 2018 | Angelo Bonelli          | Dins de Junts        | Dins de Junts        | 0 / 630  | =   | Dins de Junts           | Dins de Junts           | 0 / 315  | =   |

### Parlament Europeu
| Any  | Líder                   | Vots                      | %                         | Escons | +/− |
| ---- | ----------------------- | ------------------------- | ------------------------- | ------ | --- |
| 1994 | Carlo Ripa di Meana     | 1,055,797                 | 3.2                       | 3 / 87 | Nou |
| 1999 | Grazia Francescato      | 548,908                   | 1.8                       | 2 / 87 | 1   |
| 2004 | Alfonso Pecoraro Scanio | 803,356                   | 2.5                       | 2 / 78 | =   |
| 2009 | Alfonso Pecoraro Scanio | Dins Esquerra i Llibertat | Dins Esquerra i Llibertat | 0 / 72 | 2   |
| 2014 | Angelo Bonelli          | Dins VE - Itàlia Verda    | Dins VE - Itàlia Verda    | 0 / 73 | =   |
| 2019 | Angelo Bonelli          | Dins Europa Verda         | Dins Europa Verda         | 0 / 73 | =   |

## Presidents (1993 - 2008)
- Franco Corleone, 25 d'abril 1993-11 de gener 1997
- Massimo Scalia, 11 de gener 1997-25 de juliol 1999
- Grazia Francescato, 25 juliol 1999 - 1 de desembre 2001
- Alfonso Pecoraro Scanio, 1 de desembre 2001 - 19 de juliol 2008

## Portaveus al Senat de la República (1987 - 2008)
- Marco Boato (1987-1992)
- Carla Rocchi (1992-1994)
- Edo Ronchi (1994-1996)
- Maurizio Pieroni (1996-2001)
- Stefano Boco (2001-2006)
- Natale Ripamonti [vice de Manuela Palermi] (2006-2008)

## Portaveus a la Cambra dels Diputats (1987 - 1993) (1996 - 2008)
- Gianni Mattioli (1987-1991, 1993-1996)
- Massimo Scalia (1991-1992)
- Francesco Rutelli (1992-1993)
- Mauro Paissan (1996-2001)
- Annamaria Procacci [vice de Siegfried Brugger] (2001-2006)
- Angelo Bonelli (2006-2008)

## Portaveus al Parlament Europeu (1989 - 2009)
- Alexander Langer (1989-1994)
- Gianni Tamino (1994-1999)
- Giorgio Celli (1999-2004)
- Monica Frassoni (2004-2009)